# Холли, Марек
Ма́рек Хо́лли (словац. Marek Hollý) (20 августа, 1973, деревня около Мартина, Чехословакия) — словацкий футболист, ныне тренер.

## Биография

### Клубная карьера
Марек Холли родился 20 августа 1973 года в деревне близ словацкого города Мартин, в который его семья переехала, когда Мареку было 10 лет. «Влюбился» в футбол во время чемпионата мира 1986. После школы работал на танковом заводе в Мартине. Его футбольная карьера началась в местном клубе «Мартин» из третьего дивизиона. В 1989 году Холли поступил на армейскую службу, 1,5 года служил писарем и танкистом. Параллельно играл в молодёжной команде «Дукла» из города Банска-Бистрица.
В 1993 году Холли пригласили в чешскую «Сигму». В «Сигме» Холли играл хорошо, его даже хотел купить французский «Нант», однако в 1997 году футболист получил травму и новый тренер был им недоволен. Тогда Холли перешёл в словацкий «Слован», однако вскоре президента этого клуба убили, у клуба начались финансовые затруднения. Холли отказался ухудшать условия своего контракта и был отправлен в дубль. Холли вновь решил сменить клуб, перейдя в 1999 году в нижегородский «Локомотив», который тогда тренировал Валерий Овчинников.
В середине сезона-1999 Холли пригласили в ЦСКА. Долматовская команда находилась тогда на подъёме, готовилась к выступлениям в Лиге чемпионов, но проиграла норвежскому клубу «Мёльде» 0:4. По окончании сезона срок аренды закончился, и Марек перешёл во владикавказскую «Аланию». В 2000 году ЦСКА выкупил Холли, а в 2001 году он был продан в «Анжи». В 2002 году Холли выступал за клуб первого дивизиона «Волгарь-Газпром».
Жена Холли скончалась от рака, он уехал из России и хотел закончить с футболом. Стал играть за «Мартин», получил травму и после неудачной операции год провёл в больнице.

### Карьера в сборной
За сборную Словакии провёл один матч против румын.

### Тренерская карьера
С 2007 года главный тренер ФК «Мартин», в котором начинал футбольную карьеру.